# Sutherland Springs
Sutherland Springs is een plaats (unincorporated community) in de Amerikaanse staat Texas, en valt bestuurlijk gezien onder Guadalupe County. De plaats ligt 34 km ten oosten van de stad San Antonio en telde 362 inwoners in het jaar 2000.
Op 5 november 2017 vond in Sutherland Springs een schietpartij plaats in de First Baptist Church. Hierbij kwamen 26 mensen om het leven.